# Datolyapálma
A datolyapálma (Phoenix) az egyszikűek (Liliopsida) osztályának pálmavirágúak (Arecales) rendjébe, ezen belül a pálmafélék (Arecaceae) családjába tartozó nemzetség.
A Phoeniceae nemzetségcsoport egyetlen nemzetsége.
A Szahara oázisaiban ez a növény uralja az árnyékot adó fák csoportját. Botanikai értelemben azonban nem számítják a fák közé.

## Leírás
A datolyapálma nemzetség tagjai könnyen felismerhetők arról, hogy a levélszárnyak "V" alakban összehajtottak és a levélkék kihegyezett csúcsúak. Valamennyi más szárnyalt levelű pálmafajnál viszont a levélszárnyak A alakban összehajtottak (a levélgerinc felül helyezkedik el), vagy a levélkék nem kihegyezett csúcsúak. A nemzetség fajai közül a következő hármat gyakran termesztik, leginkább szubtrópusi területeken: közönséges datolyapálma (Phoenix dactylifera), kanári datolyapálma (Phoenix canariensis) és törpe datolyapálma (Phoenix roebelenii).

## Rendszerezés
A nemzetségbe az alábbi 14 faj tartozik:
- Phoenix acaulis Roxb., Pl. Coromandel 3: 69 (1820)
- andamáni datolyapálma (Phoenix andamanensis) S.Barrow, Kew Bull. 53: 538 (1998)
- zöld-foki-szigeteki datolyapálma (Phoenix atlantica) A.Chev., Bull. Mus. Natl. Hist. Nat., II, 7: 137 (1935)
- Phoenix caespitosa Chiov., Fl. Somala 1: 317 (1929)
- kanári datolyapálma (Phoenix canariensis) Chabaud, Prov. Agric. Hort. Ill. 19: 293 (1882)
- közönséges datolyapálma (Phoenix dactylifera) L., Sp. Pl.: 1188 (1753)
- Phoenix loureiroi Kunth, Enum. Pl. 3: 257 (1841)
- Phoenix paludosa Roxb., Fl. Ind. ed. 1832, 3: 789 (1832)
- ceyloni datolyapálma (Phoenix pusilla) Gaertn., Fruct. Sem. Pl. 1: 24 (1788)
- Phoenix reclinata Jacq., Fragm. 1: 27 (1801)
- törpe datolyapálma (Phoenix roebelenii) O'Brien, Gard. Chron., III, 6: 475 (1889)
- szirti datolyapálma (Phoenix rupicola) T.Anderson, J. Linn. Soc., Bot. 11: 13 (1869)
- indiai datolyapálma (Phoenix sylvestris) (L.) Roxb., Fl. Ind. ed. 1832, 3: 787 (1832)
- krétai datolyapálma (Phoenix theophrasti) Greuter, Bauhinia 3: 243 (1967)

## Források

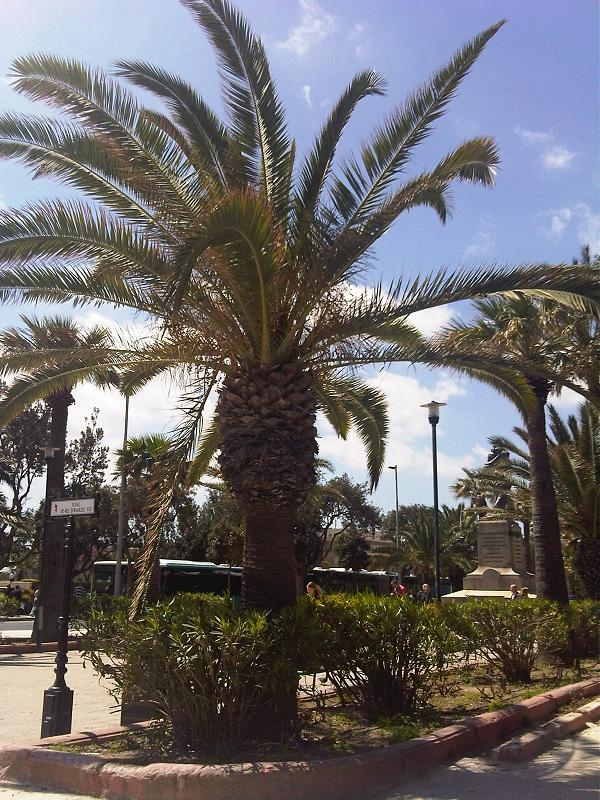
Kanári datolyapálma (Phoenix canariensis) Máltán

## A legnagyobb datolyatermelők
| Rangsor | Ország                  | Mennyiség (tonnában) |
| ------- | ----------------------- | -------------------- |
| 1       | Egyiptom                | 1.562.171            |
| 2       | Szaúd-Arábia            | 1.302.859            |
| 3       | Irán                    | 1.204.158            |
| 4       | Algéria                 | 1.094.700            |
| 5       | Irak                    | 614.584              |
| 6       | Pakisztán               | 471.670              |
| 7       | Szudán                  | 440.871              |
| 8       | Omán                    | 368.808              |
| 9       | Egyesült Arab Emírségek | 345.119              |
| 10      | Tunézia                 | 241.333              |
|         | A világ összesen        | 8.527.442            |